# Jenkinshelea trisensillata
Jenkinshelea trisensillata är en tvåvingeart som beskrevs av Clastrier 1983. Jenkinshelea trisensillata ingår i släktet Jenkinshelea och familjen svidknott.
Artens utbredningsområde är Guinea. Inga underarter finns listade i Catalogue of Life.